# Macao en los Juegos Paralímpicos de París 2024
Macao estuvo representado en los Juegos Paralímpicos de París 2024 por una deportista femenina. El equipo paralímpico no obtuvo ninguna medalla en estos Juegos.